# Sarita (Texas)
Sarita è un census-designated place degli Stati Uniti d'America situato nella contea di Kenedy (di cui è capoluogo) dello Stato del Texas.
La popolazione era di 238 persone al censimento del 2010.

## Geografia fisica
Sarita si trova lungo la U.S. Route 77, 20 miglia (32 km) a sud di Kingsville e 70 miglia (110 chilometri) a sud di Corpus Christi.